# Карстенс, Дэвид
Дэвид Карсенс (англ. David Krynauw Enslin Carstens; 1 января 1913 (по другим данным родился в сентябре 1914 года), Странд, Южно-Африканский Союз — 6 августа 1955, Йоханнесбург, Южно-Африканский Союз) — южноафриканский боксёр, чемпион Олимпийских игр в Лос-Анджелесе 1932 года в полутяжёлом весе.

## Спортивная карьера
Принял участие в Олимпийских играх в Лос-Анджелесе (1932).

В полутяжёлом весе в турнире участвовало 8 человек. Допускалось участие одного представителя от каждой страны.
Результаты на Олимпийских играх 1932 (вес до 79,38 кг):

Победил Иоханнеса "Ганса" Бергера (Германия) по очкам

Победил Петера Йоргенсена (Дания) по очкам

Победил Джино Росси (Италия) по очкам
Сразу после победы на Олимпиаде в конце 1932 года перешел в профессиональный бокс.
 
Уже в 1933 году попытался завоевать вакантный титул чемпиона Южной Африки в полутяжелом весе, но проиграл своему бывшему товарищу по олимпийской команде, выступавшему в ней в среднем весе, Эрнесту Пирсу.

В 1935 году сумел завоевать вакантный титул чемпиона Южной Африки в тяжелом весе.

В 1939 году после нескольких поражений закончил профессиональную карьеру.